# 上海铁道医学院
上海铁道医学院创办于1958年，现已不存。医学院隶属中华人民共和国铁道部，主要为中国铁路系统培养医学人才。1972年迁至宁夏银川，与宁夏大学医学系合并组建宁夏医学院，今属宁夏医科大学。1985年迁回上海，1995年与上海铁道学院合并成为上海铁道大学，2000年并入同济大学，今属同济大学医学院。医学院附属两座医院，其中上海铁道大学医学院附属铁路医院后改为同济大学附属上海市第十人民医院；上海铁道医学院附属医院又名上海甘泉医院，后更名为上海铁道大学附属医院，并入同济大学后改为同济大学附属同济医院。